# 栄町立布鎌小学校
栄町立布鎌小学校（さかえちょうりつ ふかましょうがっこう）は、千葉県印旛郡栄町請方にある公立小学校。

## 概要
利根川のすぐ南の豊かな田園地帯に位置している。

## 沿革
- 1873年（明治6年） - 創立。和田区浄清寺借用。通称東分校。
- 1875年（明治8年） - 布太区双林寺を校舎とする。
- 1876年（明治9年） - 第26番中学校区代14番小学と改称。
- 1882年（明治15年） - 請方区現位置に西小学校新校舎落成。中等科を設置。
- 1886年（明治19年） - 東小学校において尋常科を設置 布鎌尋常小学校と称す。
- 1889年（明治22年） - 西校を布鎌尋常小学校と称し、東校を東分校とする。
- 1892年（明治25年） - 高等科を併置し布鎌尋常高等小学校とする。東校は東尋常小学校と改称する。
- 1899年（明治32年） - 東校を分教場と改める。
- 1941年（昭和16年） - 千葉県印旛郡布鎌村国民学校と改称する。
- 1947年（昭和22年） - 印旛郡布鎌村立布鎌小学校と改称する。
- 1955年（昭和30年） - 安食町と布鎌村が合併し栄町となり、栄町立布鎌小学校と改称する。
- 2000年（平成12年） - 東分校を廃校とし、本校に統合。

## 学区
西、布太、三和、中谷、北、曽根、南、請方、南ケ丘1丁目、南ケ丘2丁目、布鎌酒直、四箇、長門谷、大森、脇川、和田、押付、龍ケ崎町歩、生板鍋子新田及び四ツ谷の区域

## 進学
- 栄町立栄中学校